# نادي الأدب دوكي دوكي
نادي الأدب دوكي دوكي أو نادي دوكي دوكي الأدبي! هي رواية مرئية أمريكية صدرت عام 2017 حيث وضعها فريق سالفاتو لمايكروسوفت ويندوز، ماك ولينكس. تم توزيع اللعبة في البداية من خلال شركة إيتش أو وأصبحت لاحقًا متاحة على ستيم. تُروى القصة من منظور طالب الرئيسية. على الرغم من أن هذه اللعبة تبدو في طريفة من نمطِ محاكاة المواعدة إلا أنها في الواقع قص ما ورائي ورعب نفسي من نوعيّة الجدار الرابع.
تم تطوير اللعبة في فترة تقديرية تبلغ عامين من قبل فريق بقيادة دان سالفاتو المعروف سابقًا بعمله المرن كجزء من مشروع إم. وفقًا لسلفاتو، جاء الإلهام في اللعبة من مشاعره المختلطة تجاه الأنمي وفتنًا بتجارب سريالية ومقلقة. عند صدوره نادي دوكي دوكي الأدبي، حصلت اللعبة اهتمامًا نقديًا إيجابيًا لاستخدامها الناجح لعناصر الرعب والطبيعة غير التقليدية في نوع الرواية المرئية. ألهمت اللعبة أيضًا الميمات على الإنترنت وحققت عددًا كبيرًا من المتابعين عبر الإنترنت.

## اللعب
نادي دوكي دوكي الأدبي هي رواية بصرية، وعلى هذا النحو فهي تتميز في طريقة لعبها بمستوى منخفض من التفاعل وتتكون من مشاهد بها صور ثابتة ثنائية الأبعاد للشخصيات في منظور الشخص الأول مصحوبة بخيارات عرضية يضطر اللاعب إلى القيام بها من أجل تقدم الحبكة أو القصّة. تم تصوير الأوصاف والحوار في شكل نص مرفق بدون تمثيل صوتي. يتم تقديم سرد اللعبة من قبل بطل اللعبة (الذي يتحكم فيه اللاعب، وهو عضو في نادي الأدب الفخري والذي تمت دعوته من قبل صديق طفولته سايوري. تؤثر أي قرارات يُطلب من اللاعب اتخاذها على مدار الحبكة على تطوير علاقات بطل الرواية مع الشخصيات النسائية الرئيسية سايوري ويوري وناتسوكي، ولكن في النهاية يكون لها تأثير ضئيل على نتيجة اللعبة. تتأثر تفاعلات الشخصيات مع بطل الرواية بشكل أساسي بلعبة صغيرة يُطلب فيها من اللاعب تأليف قصيدة من مجموعة من الكلمات الفردية المختارة عشوائيًا. لكل فتاة في نادي الأدب تفضيلات مختلفة للكلمات، وستتفاعل بشكل إيجابي عندما يختار اللاعب الكلمة التي يعجبها. تم تصميم ردود أفعال الشخصيات على شكل تجسيدات تشيبي مصغرة للشخصيات التي يتم عرضها في الجزء السفلي من الشاشة أثناء اللعبة المصغرة، والتي ستقفز إذا أتيحت لها الفرصة كرد على اللاعب الذي يختار إحدى كلماته المفضلة. لا يمكن أن تكون مونيكا رومانسية بهذه الطريقة، مما يؤثر لاحقًا على حبكة اللعبة. اعتمادًا على نتائج هذه الألعاب الصغيرة، سيختبر اللاعب مشاهد لأي شخصية تحب تلك القصيدة الخاصة أكثر من غيرها. السرد مقسم إلى ثلاثة أفعال وخاتمة مع إعادة تشغيل اللعبة في كل مرة. في مرحلة معينة، يجب على اللاعب التلاعب بملفات اللعبة من أجل تعزيز السرد.

## الحبكة
تمت دعوة بطل الرواية من قبل صديق الطفولة المبتهج سايوري، للانضمام إلى نادي الأدب في مدرستهم الثانوية كعلاج لطبيعته المعزولة. وافقت الشخصية الرئيسية على مضض على اقتراحها وتواجه على الفور الأعضاء الآخرين في النادي: ناتسوكي الحازم، ويوري المخيف، ورئيس نادي الشمبانيا مونيكا. بعد مرور كل يوم في نادي الأدب، يُطلب من أعضاء النادي تأليف قصيدة يشاركونها مع بقية أعضاء النادي في اليوم التالي. في النهاية، بينما يستعد النادي للمهرجان الثقافي القادم للمدرسة حيث تنوي الشخصيات مشاركة قصائدهم مع جمهور أوسع، تكشفُ سايوري للبطلة أنها تعاني من الاكتئاب. يساعد بطل الرواية إما يوري أو ناتسوكي في مهامهما قبل مواجهة سايوري مرة أخرى. إنها تعلن حبها لبطل الرواية، الذي يمكنه إما قبولها أو رفضها. في اليوم التالي، تُظهر مونيكا البطل بشكل سلبي قصيدة سايوري المهووسة بشكل غير معهود تأمر شخصًا ما بإصرار «بالخروج من رأسها». بعد أن أدرك بطل الرواية أن شيئًا ما قد حدث لها، هرع إلى منزل سايوري حيث اكتشف أنها شنقت نفسها. عندما يتم التغلب على بطل الرواية بالصدمة، تتوقف اللعبة فجأة وتنتهي بينما تكشفُ ملفات اللعبة عن حذف شخصيتها من اللعبة.
يتم إرسال المشغل مرة أخرى إلى القائمة الرئيسية، مع تلف جميع ملفات الحفظ السابقة وحذفها في النهاية. يتكرر السرد مع بداية لعبة جديدة، لكن سايوري غائبة هذه المرة والشخصيات لا تتذكر وجودها. تقدم مونيكا البطل إلى النادي بدلاً من سايوري. تستمر الأحداث بشكل مشابه للفصل السابق، ولكن بعض النصوص تُصبح غير مقروءة وتَظهر النقوش المتحركة تالفة من وقت لآخر وما يبدو أنه خلل أو أخطاء في الكمبيوتر أصبح أمرًا شائعًا. بصرف النظر عن التشويهات المتكررة للعبة، تم الكشف من خلال الحوار و «القصائد الخاصة» غير القابلة للفتح أن ناتسوكي تُعاني من سوء التغذية وتتعرض لسوء المعاملة من قبل والدها، ويوري عادة الهادئة والخجولة تصبح غير مستقرة وتملكية وعرضة لإيذاء النفس. عند الوصول إلى مرحلة التخطيط للمهرجان الثقافي، اندلع خلاف محتدم حول من سيساعده بطل الرواية في المهرجان. يوري يطرد مونيكا وناتسوكي من الغرفة ويعترف بشكل خاص بحبها للبطل. وسواء قَبِل بطل الرواية اعتراف يوري أم لا، فإنها تنتحر بطعن نفسها مرارًا وتكرارًا وبعد ذلك يُجبر البطل على البقاء معها ومشاهدة جثتها تتحلل ببطء خلال عطلة نهاية الأسبوع نتيجة لسيناريو اللعبة. يعود ناتسوكي عند نهاية الأسبوع، يتقيأ عند رؤية جثة يوري ويهرب من المكان. تظهر مونيكا بعد ذلك وتعتذر لبطل الرواية عن عطلة نهاية الأسبوع «المملة» التي أمضاها، وتعوض ذلك بحذف ملفات شخصية يوري وناتسوكي من الوجود وإعادة تشغيل اللعبة من جديد.
يتم وضع البطل في ما تبقى من حجرة الدراسة في نادي الأدب مع جلوس مونيكا مقابله. تكشف مونيكا أنها شخصية ألعاب فيديو مدركة لذاتها ولديها القدرة على التلاعب برمز اللعبة. مندهشة من حقيقة أنها ليست خيارًا رومانسيًا ولكنها مجرد متفرج داعم، فقد استخدمت قدرتها على تضخيم السمات السلبية لزملائها في النوادي في محاولة لجعلهم غير محبوبين ومنع اعترافاتهم بالحب للبطل فقط من أجل القيام بذلك، ثم تعترف بعد ذلك بحبها ليس لشخصية بطل الرواية ولكن مباشرة للاعب لأنها حقيقية ومستقلة وليست مبرمَجة. تحلسُ مونيكا وتتحدث مع اللاعب لأجل غير مسمى حول مواضيع مختلفة حتى يدخل اللاعب يدويا للدليل ويحذف الملفات الشخصية مونيكا. تنتقد مونيكا في البداية اللاعب عندما يختفي، لكنها في النهاية تسامحه وتتوب بشكل نادم من خلال استعادة اللعبة والشخصيات التي استبعدت نفسها.

### النهايات
اعتمادًا على مسار الإجراء الذي اتخذه اللاعب، يُمكن أن تصل اللعبة إلى نتيجتين محتملتين أثناء الخاتمة. ترى النهاية التقليدية حيث سايوري تصبح القائدة الجديدة لنادي الأدب وتعرب عن امتنانها للاعب لتبديد مونيكا. ومع ذلك، سرعان ما تبنى رئيسة النادي الجديدة سايوري خصائص مونيكا التملكية، وبعد ذلك تتدخل مونيكا عبر رسالة نصية وتزيل سايوري من اللعبة من أجل إنقاذ اللاعب. بعد أن أدركت أن جهودها للتعويض كانت عقيمة، حذفت مونيكا اللعبة باعتبارها نهاية الاعتمادات، بينما كانت تعزف أغنية بعنوان «حقيقتك» كتبتها للاعب. وتنتهي المباراة بملاحظة من مونيكا نفسها تفيد بأنها قامت بحل نادي الأدب لأنه «لا توجد سعادة» فيه.
تحدث نهاية أكثر إيجابية إذا شاهد اللاعب جميع المشاهد الاختيارية في عملية لعب واحدة، الأمر الذي يتطلب الحفظ والتحميل في عدة نقاط قبل أن يشهد انتحار سايوري الأولي. على الرغم من أن سايوري لا تزال مدركة لذاتها، إلا أنها تعرب عن امتنانها للاعب لدعمهم عاطفيًا لجميع أعضاء النادي، وتودع باكية وتؤكد للاعب أن جميع أعضاء النادي يحبونهم. تقوم مونيكا بعد ذلك بتشغيل «يور رياليتي» أثناء الاعتمادات، وإن كان ذلك بدون حذف اللعبة. بعد إقفال اللعبة، يتلقى اللاعب رسالة من مطور اللعبة دان سالفاتو يصفُ نواياه من وراء إنشاء اللعبة وآرائه حول ألعاب الفيديو ككل.
تحدث النهاية السابقة إذا قام اللاعب بحذف ملف مونيكا بشكل استباقي من ملفات اللعبة قبل بدء اللعبة. أصبحت سايوري فيما بعد القائدة الافتراضي للنادي. عند إدراك الطبيعة الحقيقية للعبة ودورها فيها، تصاب سايوري بالذعر وتغلق اللعبة. سيؤدي فتح اللعبة مرة أخرى إلى عرض صورة لسايوري وهي تشنق نفسها؛ ويمكن للاعب الوصول إلى هذه الصورة مباشرة عن طريق حذف ملف سايوري بدلاً من ذلك.

## التطوير والإفراج
طُوّر نادي دوكي دوكي الأدبي بواسطة المبرمج الأمريكي دان سالفاتو على مدار عامين تقريبًا، وهو لقبه الأول في صناعة ألعاب الفيديو. قبل صدوره، كان سالفاتو معروفًا بعمله في سوبر سماش بروس، كما عُرف بمساهمتهِ في لعبة سوبر ماريو وفي برمجة مستوياتها. استوحى سلفاتو فكرة إبداع رواية بصرية من خلال «علاقته بالحب والكراهية» مع الرسوم المتحركة، وشدد على الاستخدام الواسع للكليشيهات في هذا النوع والحبكات المتكررة التي تدور حول «فتيات لطيفات يقمن بأشياء لطيفة»، والتي اعتبرها أحد الأصول في استمتاع المشاهد. سعى سالفاتو إلى إنشاء عنوان يجذب انتباه اللاعب بغض النظر عن الطريقة التي ينظر بها إلى الرسوم المتحركة شخصيًا.
من خلال مناقشة عناصر الرعب في اللعبة، أوضح سالفاتو أنه استوحى من «الأشياء المخيفة لأنها تجعلك غير مرتاح، وليس لأنها تدفع الأشياء المخيفة في وجهك.» لتحقيق ذلك، طور سالفاتو واجهة مكان لطيف، والذي من شأنه أن ينهار مع مرور الوقت جنبًا إلى جنب مع سلوك الشخصيات، وفي النهاية سيتم الكشف عن دور شخصية شريرة واحدة سيطرت على اللعبة من اللاعب. في إنشاء عناصر الرعب في اللعبة، استوحى سالفاتو الإلهام من يومي نيكي إيفيرجن، وأكد لفريقه أنه يريد أن يصبح سوق الروايات أو القصص المرئية أكثر جرأة وأقل اعتمادًا على نفس مفاهيم الحبكة. استندت شخصيات اللعبة إلى نماذج الأنيمي القياسية وأعطيت أسماء يابانية للتأكيد على الجو الياباني الزائف الذي يميز الروايات البصرية المنتجة في الغرب. الاستثناء الوحيد لهذا التنسيق هو مونيكا، التي حصلت على اسم إنجليزي كإشارة إلى طبيعتها الفردية مقارنة بالشخصيات الأخرى.
نظرًا لأن سالفاتو كان يفتقر إلى المهارة الفنية، فقد استخدم برنامجًا مجانيًا لإنشاء الرسوم المتحركة على الإنترنت لإنشاء تصميمات أولية للشخصية وطبق هذه التصميمات في إصدارات اختبارية من اللعبة. أدرك سالفاتو أن مُنتجًا بهذه الجودة لن يرضي اللاعبين المحتملين، لذلك قدم طلبًا إلى صديقه، مترجم لمشروع سيكاي، للحصول على اسكتشات للزي المدرسي وتسريحات الشعر للشخصيات، ثم قام سالفاتو بتسليم التطوير البصري الأولي إلى كايج فومي، الذي ترك المشروع في وقت مبكر جدًا. بعد رحيل كايج فومي من المشروع، اتصلَ سالفاتو بالفنان ساتشلي، الذي خلق الطابع النهائي للعفاريت، على مدى بضعة أشهر. تم إنشاء النقوش المتحركة في عدة أجزاء لإضفاء مزيد من التنوع على الوضعيات، في حين تم إنشاء صور الخلفية في الأصل كنماذج ثلاثية الأبعاد، ثم تمت معالجتها بواسطة الفنان فيلين كوين تي.
يتمُّ تنفيذ ما يُعرف في عالم الألعاب من هذا النوع بالتكوين التمهيدي بشكل أساسي بواسطة البيانو والفلوت مع الآلات الوترية. صدرَ تكوين «حسنا، الجميع!» عبرَ خمسة إصدارات مختلفة، أربعة منها تؤديها آلات موسيقية مختلفة تمثل كل واحدة من الشخصيات النسائية الأربع. تؤكد نسخة مونيكا على البيانو، ونسخة يوري تستخدم بيزيكاتو والقيثار، ونسخة ناتسوكي يتم عزفها بواسطة سيلوفون وريكوردر، بينما سايوريس تُعزف بواسطة القيثارة. نتيجة اللعبة بشكل عام هادئة باستثناء مسارين، «سايو نارا» و«جست مونيكا»، اللذان ينذران بالسوء في النغمة، ثمّ هناك «حقيقتك»، وهي أغنية صوتية تؤديها جيليان أشكرافت.
صدرت لعبة نادي دوكي دوكي الأدبي لأول مرة في 22 سبتمبر 2017 على إيتش آي أو، وتم إصدارها لاحقًا أيضًا على ستيم. اللعبة متاحة كبرنامج مجاني مع دفع اختياري للنموذج الذي تريده. يؤدي دفع 10 دولارات أمريكية أو أكثر إلى فتح «حزمة المعجبين» الإضافية التي تتضمن خلفيات سطح المكتب والجوال والموسيقى التصويرية الرسمية للعبة وكتيب فني رقمي. تم إصدار الموسيقى التصويرية للعبة على قرصين مضغوطين يتكونان على التوالي من 15 و10 مسارات. يحتوي القرص المضغوط الأول على جميع التركيبات الرئيسية للعبة، بينما يتكون القرص الثاني من ريمكسات وترتيبات بديلة. في 28 سبتمبر 2017، نشر دان سالفاتو قطعة موسيقى تصويرية تسمى دوكي 17.إم بي 3 إلى نسخة نادي دوكي دوكي الأدبي غير الرسميّة على خادم ديسكورد، مشيرًا إليه على أنه «مسار غير مكتمل لم يدخل اللعبة أبدًا» والذي «[بينما] بعيدًا عن الانتهاء [كان] لا يزال ممتعًا إلى حد ما». شهدت الموسيقى التصويرية إصدارًا آخر من آيام 8 بيت على قرص فونوغراف «كريسمون سموك» في الربع الأول من عام 2019.
أُضيفت الشخصيات الرئيسية في نادي دوكي دوكي الأدبي في الأول من كانون الثاني/يناير 2018 إلى يانديري سيميوليتر بإذنٍ من سالفاتو. في يناير 2020، أعلن سالفاتو أنه سيتم إضافة محتوى جديد للعبة لكنه أوضح أنه لم تكن هناك تتمة للعبة.

## الموضوعات والتحليل
كثيرًا ما يُستشهد بنادي دوكي دوكي الأدبي به على أنه هجاء لنوع الرواية المرئية التي يصورها. لاحظ ستيفن تي رايت من لعبة روك بايير شوتغان أنه حتى مع انقسام عالم اللعبة المشوب بألوان الباستيل عند طبقاته، فإن اللعبة لا تزال "لا تشغل سكاكينها العديدة عليك أنتَ أيها اللاعب"، بل بدلاً من ذلك تختار التدمير الذاتي ولا تكشفُ حتى هذه الحيلة". نظر الكثيرون إلى اللعبة على أنها نقد لمحاكيات المواعدة والأشخاص الذين يلعبونها، وأكد ذلك اقتباس من دان سالفاتو، حيث ذكر أنه يريد أن يطعنَ في الصورة النمطية التقليدية للرواية المرئية " الفتيات اللطيفات يقمن بأشياء لطيفة". كما تم النظر إلى اللعبة على أنها تعليق على الحزن والمرض العقلي، بالإضافة إلى قصة تحذيرية حول مخاطر الاكتئاب غير المعالج، وخاصة حول عواقب الانتحار.

## الاستقبال
تم استقبال اللعبة بشكل إيجابي من قبل النقاد، وحصلت على درجة 78/100 على ميتاكريتيك بناءً على سبع مراجعات. وصف ستيفن تي رايت من بي سي غيمر اللعبة بأنها «رسالة حب ما بعد الحداثة للنوع الذي تمثله»، وقارن جودتها التفكيكية مع أندرتيل وبوني آيلند. أشار روبرت فينر من آر بي جي فان إلى أن مطوري الروايات المرئية الرئيسيين تقليديًا مثل كي وميجز أنتجت روايات مطولة يومًا بعد يوم لعلاقات بطل الأنمي مع فريق التمثيل الداعم له. وفقًا لفينر، فإن المحاولات السابقة لمراجعة التنسيق، مثل هاتوفل بويفريند وعندما تبكي حشرة الليل، لم تستطع الهروب من تقاليد هذا النوع وتكشف بالكامل عن إمكاناتها الدرامية. ثم أعلن أن لعبة نادي دوكي دوكي الأدبي نجحت في هذا المجال من خلال الاستخدام غير المعتاد لمحرك رين باي وتوفير تقلبات غير متوقعة في الحبكة.
أكد المراجعون أن اللعبة تحقق تأثيرها المفاجئ على اللاعب بسبب تشابهها الخارجي مع ألعاب إيروجي: فهي تتميز بأسلوب أنيمي واضح في تصميم شخصيتها، وهدف اللعبة هو تطوير علاقة مع أحد من الشخصيات. بالإضافة إلى ذلك، تتكون الشخصيات من الصور النمطية للأنمي التي يتم عرض سلوكها بشكل متناثر من خلال العفاريت، والمرافقة الموسيقية للعبة خفيفة ونطاطة ولطيفة ومرحة. وفقًا للنقاد، فإن هذه الجوانب مجتمعة لخلق انطباع عن رواية بصرية قياسية تدفع اللاعب إلى الارتباط بالشخصيات. قارن فيزيال نوفليست من جو فيديو دوت كوم بشكل إيجابي الجودة المرئية للعبة بـ إيفرلاستينغ سامر وهي رواية بصرية مستقلة أخرى مع إنتاج احترافي. أشار المراجعون إلى أن رعب اللعبة بني على تدمير الشعور بالسيطرة على ما يحدث في اللعبة والشعور بالعجز الناجم عن التشوهات في عالم اللعبة. صرحت فيكتوريا روز من بوليغون أن هذا النهج كان مختلفًا بشكل لافت للنظر عن ألعاب وأفلام الرعب التقليدية، حيث يظل المشاهد بعيدًا عما يحدث على الشاشة. لاحظت آمي جوسويت من حجر، ورقة، بندقية أنه في حين أن الروايات المرئية السابقة قد كسرت الجدار الرابع عن طريق تحطيم العميل أو إضافة ملفات إضافية، كسرت هذه اللعبة الجدار من خلال إتلاف الملفات عمدًا بدلاً من إضافتها.
علَّق محرر مجلة جي كيو توم فيليب أنه في بعض الأحيان السرد شعر «من خلال النقر على عدد لا حصر لها من الأيقونات بروعة اللعبة». رأى فينر أن اللعبة لم تجتاز اختبار بيكدل ووضع بطل الرواية على أنه كازانوفا مُغرٍ. ومع ذلك، فقد أكد أن الحبكة هي في نهاية المطاف «جدال واعي بحدة ضد روايات الحريم المتحركة/المرئية» حيث «لم تكن الأطوال التي تذهب إليها السيدات بسبب بطل الرواية بالكامل، بل يمكن قراءتها على أنها عرض - وسيلة سهلة منفذ.» شعر فينر أيضًا أن اللعبة، مثل كاتاوا شوجو قبلها، «تبدو وكأنها تنحرف بشكل خطير إلى فتن قضايا حقيقية للغاية». ومع ذلك، أدرك المراجعون أن تركيز حبكة اللعبة كان ناجحًا وملائمًا. ذكرت 8 بت رامبلز أن اللعبة «تدور حول الحب في أكثر أشكاله جنونًا وتفكيكًا»، ووصفت اللعبة بأنها مثال على فن ما بعد الحداثة.
في حفل آي جي إن لأفضل ألعاب عام 2017، فازت اللعبة بجائزة اختيار الجمهور في كل من «أفضل لعبة على الحاسوب»، «أفضل لعبة مغامرة»، «أفضل قصة» و و«الأكثر إبداعًا». كما ظهرت اللعبة في قائمة آي جي إن لـ «أفضل 18 لعبة رعب لعام 2017» وبالتالي فهي اللعبة الثانية عشرة الأكثر رعبًا في هذا الجيل. أردجَ الموقع المعروف اسميًا بالطالب الذي يذاكر كثيرا؟ اللعبة في قائمة 2020 الخاصة بـ «أكثر 50 لعبة رعب رعبًا في كل العصور». فازت اللعبة بـ «جائزة ماثيو كرامب كيلتشر إنوفايشن» وتم ترشيحها لجائزة «تريندينج جايم أوف ذا يير» في حفل توزيع جوائز إس إكس إس دبليو جايمينغ لعام 2018. صنّفت إلكترونك غيمينغ مونثلي اللعبة في المرتبة 16 في قائمتها لأفضل 25 لعبة لعام 2017.

## التأثير الثقافي
في الأشهر الثلاثة الأولى من إصدارها، نُزّلت أكثر من مليون مرة، وتجاوزت مليوني عملية تنزيل بعد حوالي شهر. ساعدت برامج بث الفيديو الشهيرة أو اللاعبون الذين يبثون ما يلعبون بشكلٍ مباشر، مثل بيو دي باي وجاك سبتيك آي وماركيبلاير وإتيكا في جذب اهتمام إضافي باللعبة من خلال لعبة فلنلعب. ميمات الإنترنت مستوحاة من اللعبة (على سبيل المثال «فقط مونيكا» و«افتح الباب بلطف») حققت عددًا كبيرًا من المتابعين عبر الإنترنت. انتقد سلفاتو ميم «ترابسوكي»، وهي نظرية مفادها أن ناتسوكي في الواقع «فخ» بسبب أكتافها العريضة وصدرها الصغير، واصفًا الميم بأنه «غير محترم حقًا» وقال إنه «لا يحب المزاح حول جنس الناس، كثيرًا أقل من محاولة إقناع الآخرين بأن الأمر ليس كما يعتقدون».
استقبل عشاق اللعبة شخصيّة مونيكا استقبالًا جيدًا، وأصبحت موضوعًا للعديد من أعمال المعجبين، مثل مود مونيكا أفتر ستوري. أصبحت أيضًا واحدة من أكثر الشخصيات شعبية في اللعبة، حيث تم صنع العديد من الميمات (مثل «فقط مونيكا كما سلف الذكر») عنها. فوجئ سلفاتو باستقبال مونيكا الإيجابي وشعبيتها الهائلة، مشيرًا إلى أنه لم يكن يتوقع لها أن تحظى بشعبية كبيرة.

## وصلات خارجية
- الموقع الرسمي
- نادي الأدب دوكي دوكي في قاعدة بيانات الرواية المرئية